# Konaki-jiji
De Konaki-jiji (Japans: 子泣き爺) is een fictief wezen uit Japanse mythologie en folklore. De Konaki Jiji behoort tot de yokai.
De konaki-jiji ziet er in zijn natuurlijke gedaante uit als een onnatuurlijk klein oud mannetje. Volgens de verhalen kan hij zichzelf echter veranderen in een baby. In deze gedaante verbergt hij zich dan in afgelegen gebieden zoals de bergen of diep in een bos, zodat het lijkt alsof hij daar is achtergelaten. Op die manier hoopt hij mensen naar zich toe te lokken. Indien een passant hem  opmerkt en besluit mee te nemen, begint de Konaki-Jiji razendsnel zijn gewicht te vergroten. Het slachtoffer kan hem niet meer loslaten en wordt zodoende uiteindelijk verpletterd onder het gewicht.
In de manga en anime van GeGeGe no Kitaro komt een Konaki-Jiji voor. Hierin is hij een van de vrienden van de protagonist, en kan hij zichzelf verstenen om zo zijn vijanden te verpletteren.